# Campionati europei di atletica leggera 1994
I XVI campionati europei di atletica leggera si sono tenuti a Helsinki, in Finlandia, dal 7 al 14 agosto 1994 all'Olympiastadion. 

## Nazioni partecipanti
Tra parentesi, il numero di atleti partecipanti per nazione.
- Albania (1)
- Armenia (1)
- Austria (12)
- Bielorussia (37)
- Belgio (13)
- Bosnia ed Erzegovina (2)
- Bulgaria (21)
- Cipro (7)
- Croazia (4)
- Rep. Ceca (23)
- Danimarca (12)

- Estonia (17)
- Finlandia (85)
- Francia (78)
- Georgia (2)
- Germania (101)
- Grecia (18)
- Irlanda (21)
- Islanda (6)
- Israele (6)
- Italia (73)
- Jugoslavia (8)

- Lettonia (11)
- Liechtenstein (1)
- Lituania (11)
- Lussemburgo (1)
- Malta (1)
- Moldavia (6)
- Norvegia (32)
- Paesi Bassi (23)
- Polonia (37)
- Portogallo (25)
- Gran Bretagna (90)

- Romania (22)
- Russia (96)
- Slovacchia (11)
- Slovenia (7)
- Spagna (58)
- Svezia (45)
- Svizzera (28)
- Turchia (6)
- Ucraina (39)
- Ungheria (27)

## Risultati

### Uomini
| Specialità | Oro                                                                     | Prestazione | Argento                                                                               | Prestazione | Bronzo                                                             | Prestazione |
| Corse piane |                                                                         |             |                                                                                       |             |                                                                    |             |
| 100 metri | Linford Christie Gran Bretagna                                          | 10"14       | Geir Moen Norvegia                                                                    | 10"20       | Aleksandr Porkhomovskiy Russia                                     | 10"31       |
| 200 metri | Geir Moen Norvegia                                                      | 20"30       | Vladislav Dologotin Ucraina                                                           | 20"47       | Patrick Stevens Belgio                                             | 20"68       |
| 400 metri | Du'aine Ladejo Gran Bretagna                                            | 45"09       | Roger Black Gran Bretagna                                                             | 45"20       | Matthias Rusterholz Svizzera                                       | 45"96       |
| 800 metri | Andrea Benvenuti Italia                                                 | 1'46"12     | Vebjørn Rodal Norvegia                                                                | 1'46"53     | Tomás de Teresa Spagna                                             | 1'46"57     |
| 1.500 metri | Fermín Cacho Spagna                                                     | 3'35"27     | Isaac Viciosa Spagna                                                                  | 3'36"01     | Branko Zorko Croazia                                               | 3'36"88     |
| 5.000 metri | Dieter Baumann Germania                                                 | 13'36"93    | Robert Denmark Gran Bretagna                                                          | 13'37"50    | Abel Antón Spagna                                                  | 13'38"04    |
| 10.000 metri | Abel Antón Spagna                                                       | 28'06"03    | Vincent Rousseau Belgio                                                               | 28'06"63    | Stéphane Franke Germania                                           | 28'07"95    |
| Corse a ostacoli |                                                                         |             |                                                                                       |             |                                                                    |             |
| 110 metri ostacoli | Colin Jackson Gran Bretagna                                             | 13"08       | Florian Schwarthoff Germania                                                          | 13"16       | Tony Jarrett Gran Bretagna                                         | 13"23       |
| 400 metri ostacoli | Oleg Tverdokhleb Ucraina                                                | 48"06       | Sven Nylander Svezia                                                                  | 48"22       | Stéphane Diagana Francia                                           | 48"23       |
| 3.000 metri siepi | Alessandro Lambruschini Italia                                          | 8'22"40     | Angelo Carosi Italia                                                                  | 8'23"53     | William Van Dijck Belgio                                           | 8'24"86     |
| Prove su strada |                                                                         |             |                                                                                       |             |                                                                    |             |
| Maratona | Martín Fiz Spagna                                                       | 2h10'31"    | Diego García Spagna                                                                   | 2h10'46"    | Alberto Juzdado Spagna                                             | 2h11'18"    |
| 20 km marcia | Mikhail Shchennikov Russia                                              | 1h18'45"    | Yevgeniy Misyulya Bielorussia                                                         | 1h19'22"    | Valentí Massana Spagna                                             | 1h20'33"    |
| 50 km marcia | Valeriy Spitsyn Russia                                                  | 3h41'07"    | Thierry Toutain Francia                                                               | 3h43'52"    | Giovanni Perricelli Italia                                         | 3h43'55"    |
| Salti |                                                                         |             |                                                                                       |             |                                                                    |             |
| Salto in alto | Steinar Hoen Norvegia                                                   | 2,35 m      | Artur Partyka Polonia Steve Smith Gran Bretagna                                       | 2,33 m      | Non assegnata per ex aequo argento                                 | -           |
| Salto con l'asta | Radion Gataullin Russia                                                 | 6,00 m      | Igor' Trandenkov Russia                                                               | 5,90 m      | Jean Galfione Francia                                              | 5,85 m      |
| Salto in lungo | Ivailo Mladenov Bulgaria                                                | 8,09 m      | Milan Gombala Rep. Ceca                                                               | 8,04 m      | Konstadinos Koukodímos Grecia                                      | 8,01 m      |
| Salto triplo | Denis Kapustin Russia                                                   | 17,62 m     | Serge Hélan Francia                                                                   | 17,55 m     | Māris Bružiks Lettonia                                             | 17,20 m     |
| Lanci |                                                                         |             |                                                                                       |             |                                                                    |             |
| Getto del peso | Oleksandr Klymenko Ucraina                                              | 20,78 m     | Oleksandr Bahač Ucraina                                                               | 20,34 m     | Roman Virastjuk Ucraina                                            | 19,59 m     |
| Lancio del disco | Uladzimir Dubroŭščyk Bielorussia                                        | 64,78 m     | Dmitrij Ševčenko Russia                                                               | 64,56 m     | Jürgen Schult Germania                                             | 64,18 m     |
| Lancio del giavellotto | Steve Backley Gran Bretagna                                             | 85,20 m     | Seppo Räty Finlandia                                                                  | 82,90 m     | Jan Železný Rep. Ceca                                              | 82,58 m     |
| Lancio del martello | Vasiliy Sidorenko Russia                                                | 81,10 m     | Igor' Astapkovič Bielorussia                                                          | 80,40 m     | Heinz Weis Germania                                                | 78,48 m     |
| Prove multiple |                                                                         |             |                                                                                       |             |                                                                    |             |
| Decathlon | Alain Blondel Francia                                                   | 8.453 p.    | Henrik Dagård Svezia                                                                  | 8.362 p.    | Lev Lobodin Ucraina                                                | 8.201 p.    |
| Staffette |                                                                         |             |                                                                                       |             |                                                                    |             |
| 4×100 metri | Francia Hermann Lomba Eric Perrot Jean-Charles Trouabal Daniel Sangouma | 38"57       | Ucraina Sergei Osowich Oleg Kramarenko Dimitri Wanaikin Vladyslav Dolohodin           | 38"98       | Italia Ezio Madonia Domenico Nettis Giorgio Marras Sandro Floris   | 38"99       |
| 4×400 metri | Gran Bretagna David McKenzie Roger Black Brian Whittle Du'aine Ladejo   | 2'59"13     | Francia Pierre-Marie Hilaire Jacques Farraudiére Jean-Louis Bannouli Stéphane Diagana | 3'01"11     | Russia Mikhail Vdovin Dimitri Bey Dimitri Kosov Dimitri Golovastov | 3'03"10     |
| record mondiale; record mondiale stagionale; record europeo; record europeo stagionale; record dei campionati; record nazionale; record personale; record personale stagionale. |                                                                         |             |                                                                                       |             |                                                                    |             |

### Donne
| Specialità | Oro                                                                   | Prestazione | Argento                                                                              | Prestazione | Bronzo                                                                      | Prestazione |
| Corse piane |                                                                       |             |                                                                                      |             |                                                                             |             |
| 100 metri | Irina Privalova Russia                                                | 11"02       | Žanna Pintusevyč Ucraina                                                             | 11"10       | Melanie Paschke Germania                                                    | 11"28       |
| 200 metri | Irina Privalova Russia                                                | 22"32       | Žanna Pintusevyč Ucraina                                                             | 22"77       | Galina Mal'čugina Russia                                                    | 22"90       |
| 400 metri | Marie-José Pérec Francia                                              | 50"33       | Svetlana Goncharenko Russia                                                          | 51"24       | Phylis Smith Gran Bretagna                                                  | 51"30       |
| 800 metri | Lyubov Gurina Russia                                                  | 1'58"55     | Natalya Dukhnova Bielorussia                                                         | 1'58"55     | Lyudmila Rogachova Russia                                                   | 1'58"69     |
| 1.500 metri | Lyudmila Rogachova Russia                                             | 4'18"93     | Kelly Holmes Gran Bretagna                                                           | 4'19"30     | Yekaterina Podkopayeva Russia                                               | 4'19"37     |
| 3.000 metri | Sonia O'Sullivan Irlanda                                              | 8'31"84     | Yvonne Murray Gran Bretagna                                                          | 8'36"48     | Gabriela Szabó Romania                                                      | 8'40"08     |
| 10.000 metri | Fernanda Ribeiro Portogallo                                           | 31'08"75    | Conceição Ferreira Portogallo                                                        | 31'32"82    | Daria Nauer Svizzera                                                        | 31'35"96    |
| Corse a ostacoli |                                                                       |             |                                                                                      |             |                                                                             |             |
| 100 metri ostacoli | Svetla Dimitrova Bulgaria                                             | 12"72       | Yuliya Graudyn Russia                                                                | 12"93       | Jordanka Donkova Bulgaria                                                   | 12"93       |
| 400 metri ostacoli | Sally Gunnell Gran Bretagna                                           | 53"33       | Silvia Rieger Germania                                                               | 54"68       | Anna Knoroz Russia                                                          | 54"68       |
| Prove su strada |                                                                       |             |                                                                                      |             |                                                                             |             |
| Maratona | Manuela Machado Portogallo                                            | 2h29'54"    | Maria Curatolo Italia                                                                | 2h30'33"    | Adriana Barbu Romania                                                       | 2h30'55"    |
| 10 km marcia | Sari Essayah Finlandia                                                | 42'37"      | Annarita Sidoti Italia                                                               | 42'43"      | Elena Nikolaeva Russia                                                      | 42'43"      |
| Salti |                                                                       |             |                                                                                      |             |                                                                             |             |
| Salto in alto | Britta Bilač Slovenia                                                 | 2,00 m      | Yelena Gulyayeva Russia                                                              | 1,96 m      | Nelė Žilinskienė Lituania                                                   | 1,93 m      |
| Salto in lungo | Heike Drechsler Germania                                              | 7,14 m      | Inesa Kravec' Ucraina                                                                | 6,99 m      | Fiona May Italia                                                            | 6,90 m      |
| Salto triplo | Anna Birjukova Russia                                                 | 14,89 m     | Inna Lasovskaya Russia                                                               | 14,85 m     | Inesa Kravec' Ucraina                                                       | 14,67 m     |
| Lanci |                                                                       |             |                                                                                      |             |                                                                             |             |
| Getto del peso | Vita Pavlyš Ucraina                                                   | 19,61 m     | Astrid Kumbernuss Germania                                                           | 19,49 m     | Svetla Mitkova Bulgaria                                                     | 19,45 m     |
| Lancio del disco | Ilke Wyludda Germania                                                 | 68,72 m     | Ėlina Z'verava Bielorussia                                                           | 64,46 m     | Mette Bergmann Norvegia                                                     | 64,34 m     |
| Lancio del giavellotto | Trine Hattestad Norvegia                                              | 68,00 m     | Karen Forkel Germania                                                                | 66,10 m     | Felicia Ţilea Romania                                                       | 64,34 m     |
| Prove multiple |                                                                       |             |                                                                                      |             |                                                                             |             |
| Eptathlon | Sabine Braun Germania                                                 | 6.419 p.    | Rita Ináncsi Ungheria                                                                | 6.404 p.    | Urszula Włodarczyk Polonia                                                  | 6.322 p.    |
| Staffette |                                                                       |             |                                                                                      |             |                                                                             |             |
| 4×100 metri | Germania Melanie Paschke Silke Knoll Bettina Zipp Silke Lichtenhagen  | 42"90       | Russia Natalja Anisimova Marina Trandenkova Galina Mal'čugina Irina Privalova        | 42"96       | Bulgaria Desislava Dimitrova Svetla Dimitrova Anelia Nuneva Petja Pendareva | 43"00       |
| 4×400 metri | Francia Francine Landre Evelyn Elien Viviane Dorsile Marie-José Pérec | 3'22"34     | Russia Natalja Khrushcheleva Yelena Andreyeva Tatjana Sacharova Svetlana Goncharenko | 3'24"06     | Germania Karin Janke Heike Meißner Uta Rohländer Anja Rücker                | 3'24"10     |
| record mondiale; record mondiale stagionale; record europeo; record europeo stagionale; record dei campionati; record nazionale; record personale; record personale stagionale. |                                                                       |             |                                                                                      |             |                                                                             |             |

## Medagliere
Legenda
     Paese ospitante
| Posizione | Paese         | Oro | Argento | Bronzo | Totale |
| --------- | ------------- | --- | ------- | ------ | ------ |
| 1         | Russia        | 10  | 8       | 7      | 25     |
| 2         | Gran Bretagna | 6   | 5       | 2      | 13     |
| 3         | Germania      | 5   | 4       | 5      | 14     |
| 4         | Francia       | 4   | 3       | 2      | 9      |
| 5         | Ucraina       | 3   | 6       | 3      | 12     |
| 6         | Spagna        | 3   | 2       | 4      | 9      |
| 7         | Norvegia      | 3   | 2       | 1      | 6      |
| 8         | Italia        | 2   | 3       | 3      | 8      |
| 9         | Portogallo    | 2   | 1       | 0      | 3      |
| 10        | Bulgaria      | 2   | 0       | 3      | 5      |
| 11        | Bielorussia   | 1   | 4       | 0      | 5      |
| 12        | Finlandia     | 1   | 1       | 0      | 2      |
| 13        | Irlanda       | 1   | 0       | 0      | 1      |
| 13        | Slovenia      | 1   | 0       | 0      | 1      |
| 15        | Svezia        | 0   | 2       | 0      | 2      |
| 16        | Belgio        | 0   | 1       | 2      | 3      |
| 17        | Polonia       | 0   | 1       | 1      | 2      |
| 17        | Rep. Ceca     | 0   | 1       | 1      | 2      |
| 19        | Ungheria      | 0   | 1       | 0      | 1      |
| 20        | Romania       | 0   | 0       | 3      | 3      |
| 21        | Svizzera      | 0   | 0       | 2      | 2      |
| 22        | Croazia       | 0   | 0       | 1      | 1      |
| 22        | Grecia        | 0   | 0       | 1      | 1      |
| 22        | Lettonia      | 0   | 0       | 1      | 1      |
| 22        | Lituania      | 0   | 0       | 1      | 1      |
| Totale    | Totale        | 44  | 45      | 43     | 132    |